# Rally Sierra Morena de 2021
El Rally Sierra Morena de 2021 fue la 38.º edición y la primera cita de la temporada 2021 del Súper Campeonato de España de Rally. Se celebró del 8 al 10 de abril y contó con un itinerario de diez tramos que sumaban un total de 151,52 km cronometrados. Fue también puntuable para la Copa de España de Asfalto, el campeonato de históricos, el campeonato de Andalucía, la Iberian Rally Trophy, la Copa Dacia Sander y la Copa Suzuk Swift.
José Antonio Suárez lideró la prueba cordobesa de principio a fin y adjudicándose la primera victoria de la temporada. Segundo fue Jan Solans que terminó a treinta y ocho segundos y solo pudo marca el mejor tiempo en un tramo, mientras que el resto fueron para Suárez. Dos de los candidados a luchar por la victoria no pudieron terminar. Iván Ares rompió un palier a tan solo tres kilómetros de empezar y tuvo que abandonar, mientras que Surhayen Pernía sufrió una salida de pista y rompió el radiador durante la disputa del quinto tramo. El tercer y cuarto puesto fueron para los dos pilotos de Suzuki, Javier Pardo y Joan Vinyes.

## Itinerario
| Día   | Tramo | Nombre               | Distancia | Hora  | Ganador             | Tiempo    | Líder               |
| ----- | ----- | -------------------- | --------- | ----- | ------------------- | --------- | ------------------- |
| Día 1 | TC1   | Villaviciosa         | 24.94 km  | 14:45 | José Antonio Suárez | 15:08.9   | José Antonio Suárez |
| Día 1 | TC2   | Villanueva del Rey   | 6.75 km   | 15:40 | Cancelado           | Cancelado | José Antonio Suárez |
| Día 1 | TC3   | Villaviciosa 2       | 24.94 km  | 18:40 | José Antonio Suárez | 15:07.7   | José Antonio Suárez |
| Día 1 | TC4   | Villanueva del Rey 2 | 6.75 km   | 19:35 | José Antonio Suárez | 3:32.1    | José Antonio Suárez |
| Día 2 | TC5   | Villaharta           | 16.11 km  | 10:10 | José Antonio Suárez | 9:30.2    | José Antonio Suárez |
| Día 2 | TC6   | Obejo (TC+)          | 11.54 km  | 10:50 | Jan Solans          | 6:57.3    | José Antonio Suárez |
| Día 2 | TC7   | Posadas              | 16.42 km  | 11:55 | José Antonio Suárez | 9:48.2    | José Antonio Suárez |
| Día 2 | TC8   | Villaharta 2         | 16.11 km  | 15:10 | José Antonio Suárez | 9:30.6    | José Antonio Suárez |
| Día 2 | TC9   | Obejo 2              | 11.54 km  | 15:50 | José Antonio Suárez | 7:00.8    | José Antonio Suárez |
| Día 2 | TC10  | Posadas 2            | 16.42 km  | 16:55 | José Antonio Suárez | 9:55.0    | José Antonio Suárez |

## Clasificación final
| Pos. | Piloto                    | Copiloto             | Automóvil              | Tiempo    | Diferencia |
| ---- | ------------------------- | -------------------- | ---------------------- | --------- | ---------- |
| 1.   | José Antonio Suárez       | Alberto Iglesias Pin | Škoda Fabia Rally2 evo | 1:26:33.0 | 0.0        |
| 2.   | Jan Solans                | Rodrigo Sanjuan      | Citroën C3 Rally2      | 1:27:11.8 | +38.8      |
| 3.   | Javier Pardo              | Adrián Pérez         | Suzuki Swift R4LLY S   | 1:29:27.2 | +2:54.2    |
| 4.   | Joan Vinyes               | Jordi Mercader       | Suzuki Swift R4LLY S   | 1:29:45.4 | +3:12.4    |
| 5.   | Luis García Vilariño      | Alejandro Noriega    | Škoda Fabia Rally2 evo | 1:30:39.7 | +4:06.7    |
| 6.   | Sergio Vallejo            | Álvaro Louro         | Porsche 997 GT3 RS 3.8 | 1:30:50.9 | +4:17.9    |
| 7.   | Fabrizio Zaldívar         | Carlos del Barrio    | Škoda Fabia Rally2 evo | 1:31:08.5 | +4:35.5    |
| 8.   | Francisco Antonio Pacheco | Borja Odriozola      | Hyundai i20 R5         | 1:33:03.6 | +6:30.6    |
| 9.   | Eduard Pons               | Alberto Chamorro     | Škoda Fabia Rally2 evo | 1:33:07.4 | +6:34.4    |
| 10.  | Germán Leal               | Pablo Sánchez        | Renault Clio Rally5    | 1:33:39.5 | +7:06.5    |